# L'Aurore (film, 1927)
Pour les articles homonymes, voir L'Aurore.
Pour plus de détails, voir Fiche technique et Distribution.
L'Aurore (titre original : Sunrise: A Song of Two Humans) est un film américain réalisé par Friedrich Wilhelm Murnau, sorti en 1927.
Le film met en scène une femme de la ville, qui passe ses vacances dans un petit village, qui séduit un fermier et le convainc de tuer son épouse.

## Synopsis
En été, une femme de la ville se rend à la campagne dans un petit village pour y passer ses vacances. Arrivée là-bas, elle se rend chez le fermier avec qui elle développe une relation amoureuse, mais secrète car il est marié. La femme du marié n'est pas au courant que son mari le trompe mais remarque tout de même qu'il ne s'intéresse plus vraiment à elle, ce qui l'attriste. Pour pouvoir vivre pleinement de leur relation et déménager en ville, la femme de la ville convainc l'homme de tuer son épouse par la noyade. Il accepte et organise le crime, mais cette idée le hante toute la nuit. Le lendemain matin, il propose à sa femme une balade en bateau, ce qui la réjouit, pensant que son mari s'intéresse de nouveau à elle. Au moment d'embarquer, le chien de la maison s'excite et les rejoint dans le bateau par la nage, comme s'il avait un mauvais pressentiment. Irrité, le fermier dépose le chien et l'attache à sa niche, ayant donc perturbé son plan (celui de tuer son épouse). Ils repartent en bateau et l'homme est sur le point d'accomplir son méfait, mais au moment de la noyer dans le lac, le fermier ne s'y résout pas et sa femme s'enfuit en attrapant un tramway qui passe. Le fermier la suit, et le tramway amène les deux époux à la ville. Regrettant son acte, l'homme tente de se racheter mais la femme refuse son pardon, traumatisée par les évènements. Les deux personnages entrent finalement dans une église où ils assistent à des fiançailles, ce qui les réconcilie, les faisant penser au romantique début de leur relation. Là, progressivement, ils se redécouvrent. Ils entrent dans un parc d'attraction où ils rient et passent du bon temps. Ils dansent et boivent, découvrant la fête de l'atmosphère urbaine. Les deux passionnés rentrent chez eux en bateau, mais une violente tempête les attend sur le lac. Le fermier, se croyant le seul survivant du naufrage  et son épouse morte pour de bon, après une expédition des villageois pour la retrouver en pleine nuit, tente de tuer la séductrice de la ville. Mais sa femme a pu être sauvée et, au moment où l'aurore se lève, les deux époux se retrouvent dans leur amour, alors que la femme de la ville s'enfuit.

## Fiche technique
- Titre : L'Aurore
- Titre original : Sunrise
- Sous-titre : A Song of Two Humans
- Réalisation : Friedrich Wilhelm Murnau
- Scénario et découpage : Carl Mayer d'après A Trip to Tilsitt (Histoires lituaniennes) de Hermann Sudermann
- Photographie : Charles Rosher et Karl Struss
- Assistant metteur en scène : Herman Bing
- Décors : Rochus Gliese
- Musique postsynchronisée : Hugo Riesenfeld
- Procédé sonore : Movietone
- Production : William Fox
- Société de production et de distribution :Fox Film Corporation
- Pays de production :  États-Unis
- Tournage : du 10 septembre 1926 à janvier 1927
- Format : Noir et blanc - muet (33 intertitres en anglais)
- Durée : 95 minutes (11 bobines)
- Dates de sortie :
  - Avant-Première : 29 novembre 1927 au Carthay Circle Theater, avec une musique de Carli Elinor
  - Première : 23 décembre 1927
  - Sortie parisienne : 9 mars 1928 au cinéma Max Linder

## Distribution
- George O'Brien : l'homme, Ansass
- Janet Gaynor : la femme, Indre
- Margaret Livingston : la femme de la ville
- J. Farrell MacDonald : le photographe
- Bodil Rosing : la servante
- Jane Winton : la manucure
- Ralph Sipperly (en) : le coiffeur
- Eddie Boland : le monsieur aimable
- Sally Eilers : une femme au dancing
- Arthur Housman le monsieur trop entreprenant
- Sally Phipps : une femme

Non crédités :
- Gino Corrado : le directeur du salon de coiffure
- Barry Norton : un danseur au bal / un homme embrassant sa compagne
- Clarence Wilson : le prêteur d'argent
- Leon Janney : un garçon
- Herman Bing : le contrôleur du tram
- Gibson Gowland : le chauffeur en colère
- Fletcher Henderson : un musicien
- Thomas Jefferson : le capitaine
- Bob Kortman : le village
- Tempe Pigott : la fleuriste
- Phillips Smalley : la tête du serveur
- Leo White : le barbier

## Commentaires
Ce film a été tourné après l'invitation adressée à Murnau par le producteur William Fox qui avait vu Le Dernier des hommes. C'est le premier film américain de Murnau. Déjà très connu par ses films européens, en particulier Nosferatu, il a bénéficié d'un budget illimité pour ce film.
Murnau utilise le son Movietone, un procédé son sur film, faisant de Sunrise l'un des premiers longs métrages comportant une partition musicale et une bande-son (musique et bruitages, pas de dialogues) synchronisées.
Selon Ado Kyrou : « Le génie cinématographique de Murnau fit des prodiges. L'histoire, d'insipide, devint sublime grâce à une prodigieuse science de l'image. »
Le film recourt (pour la représentation de la ville) à d'énormes décors stylisés qui créent un monde gigantesque et féerique ; à lui seul, le décor de la rue a semble-t-il dépassé la somme de 200 000 $ (Il aurait été réutilisé dans de nombreuses productions de la Fox, dont Les Quatre Fils de John Ford (1928)).
La prise de vue, assurée par Charles Rosher et Karl Struss, présente de nombreuses innovations cinématographiques. Les travellings sont remarquables. Les intertitres, peu nombreux, laissent la place à de longues séquences d'action pure. L'utilisation de la perspective forcée est saisissante, en particulier dans une séquence montrant la ville avec au premier plan des personnages et décors de taille normale tandis qu'à l'arrière-plan décors et silhouettes sont beaucoup plus petits. La technique de la surimpression est également utilisée, par exemple pour évoquer l'influence qu'exerce la femme de la ville sur l'homme, même lorsqu'elle n'est pas là.
Comme l'indique un carton affiché au début du film ainsi que la dénomination très générique des protagonistes (« l'homme », « la femme »), Murnau n'a pas voulu raconter l'histoire particulière de deux personnages mais dépeindre une situation-type et des sentiments universels.
Murnau a travaillé particulièrement la photographie dans les scènes nocturnes qui constituent l'essentiel du film. François Truffaut dit de L'Aurore qu'il est « le plus beau film du monde ». C’est un des films préférés de Michel Houellebecq.
La bande-son comporte des arrangements pour orchestre de la Marche funèbre d'une marionnette, de Charles Gounod (1872); du Prélude en la mineur de Frédéric Chopin et d'un air des Maîtres-Chanteurs de Richard Wagner.
L'Aurore a obtenu trois prix lors de la première cérémonie des Oscars en 1929 : meilleure valeur artistique (prix décerné une seule fois), meilleure actrice (Janet Gaynor, pour trois films à la fois) et meilleure photographie (Charles Rosher et Karl Struss).